# 4423 Golden
4423 Golden este un asteroid din centura principală, descoperit pe 4 aprilie 1949.